# Komplexy přechodných kovů s karbyny
Komplexy přechodných kovů s karbyny jsou komplexní sloučeniny obsahující trojné vazby mezi atomy uhlíku a přechodných kovů; tyto trojné vazby se skládají vždy z jedné vazby σ a dvou vazeb π.
HOMO karbynového ligandu interaguje s LUMO kovu a vytváří tak vazbu σ. Dvojice vazeb π vzniká dodáváním π elektronů z kovu na LUMO karbynu.
Tyto komplexy mají využití v organické syntéze při tvorbě alkynů a nitrilů. Jsou častými předměty základního výzkumu.

## Vznik
Komplexy s karbyny se nejčastěji objevují u raných přechodných kovů, jako jsou niob, tantal, molybden, wolfram a rhenium. Kovy v nich mohou mít nízká i vysoká oxidační čísla.

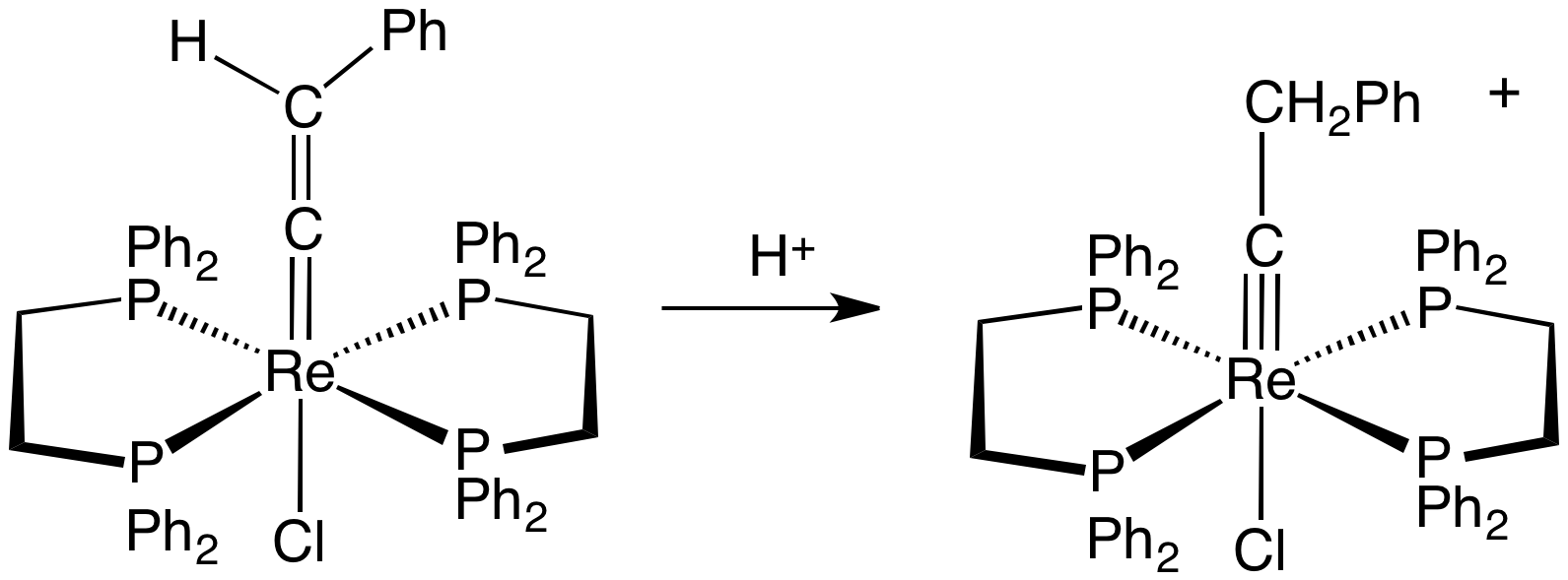
Protonace vinylidenového komplexu Re^{+} za vzniku odpovídajícího kationtového produktu obsahujícího Re^{5+}

První komplex Fischerova karbynu byl popsán v roce 1973.
Roku 1975 byl získán také komplex „Schrockova karbynu“.
Později byla připravena řada komplexů karbynů s kovy ve vysokých oxidačních číslech, často dehydrohalogenacemi karbenových komplexů. Jinou možnost představuje příprava aminovaných karbynových ligandů protonacemi komplexů isonitrilů bohatých na elektrony. Obdobně se získávají komplexy hydrokarbynů O-protonacemi μ3-CO ligandů. Vinylové ligandy se mohou přesmykovat na karbynové. Komplexy karbenů se mohou tvořit také adicemi elektrofilů na vinylidenové ligandy.

### Můstkové alkylidynové ligandy

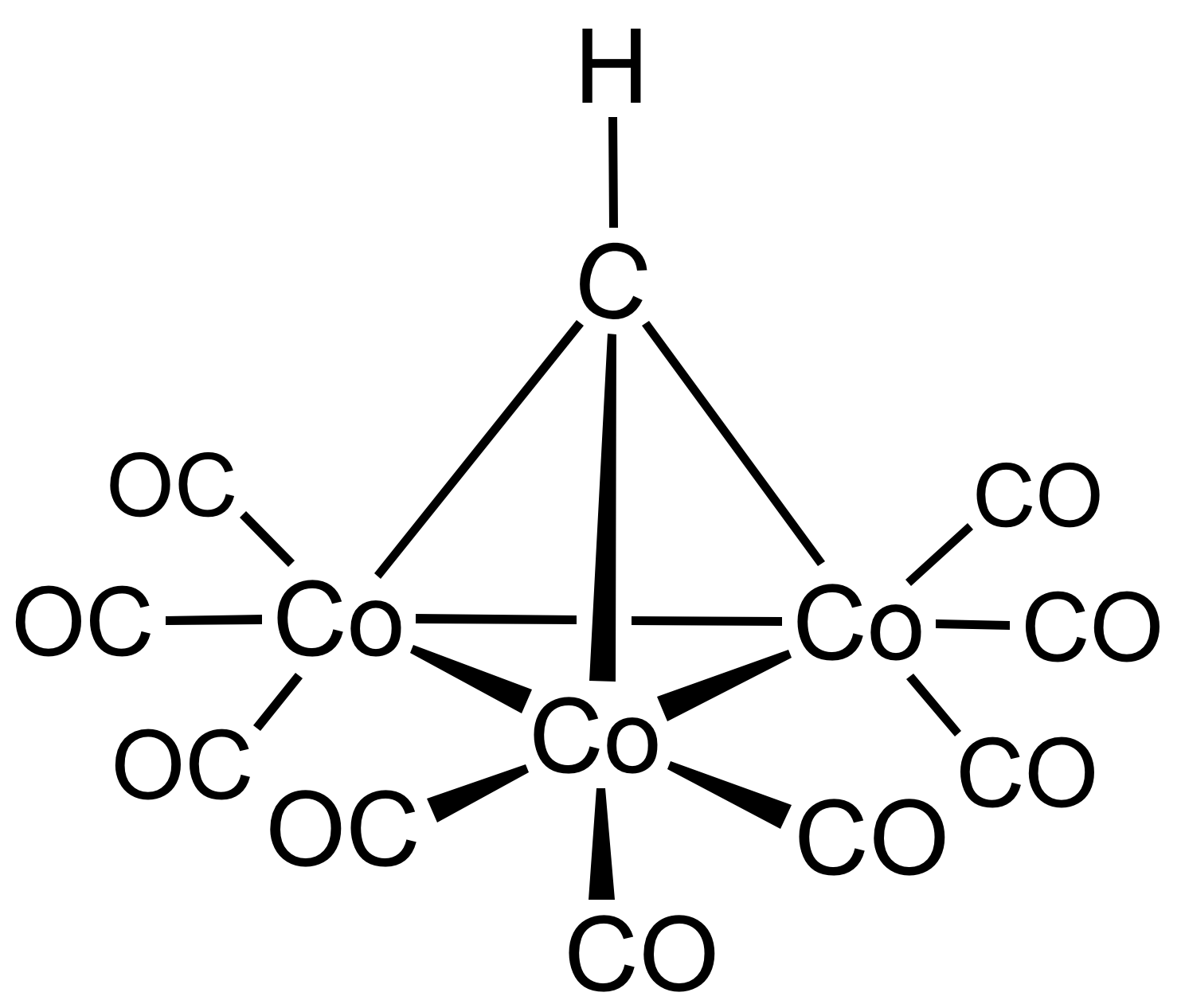
Nonakarbonyl methylidyntrikobaltu (HCCo_{3}(CO)_{9}), příklad komplexu obsahujícího methylidynový ligand

Některé karbynové komplexy vytvářejí dimery v podobě dimetalocyklobutadienů, kde karbynové skupiny slouží jako můstkové ligandy. Tyto komplexy obvykle obsahují karbonylové (CO) ligandy a nevyskytují se v nich trojné vazby kov-uhlík; místo toho má karbynový uhlík tetraedrickou geometrii. Deriváty trikobaltu se připravují reakcemi oktakarbonylu dikobaltu s haloformy:
4 HCBr3 + 9 Co2(CO)8 → 4 HCCo3(CO)9 + 36 CO + 6 CoBr2

## Struktura

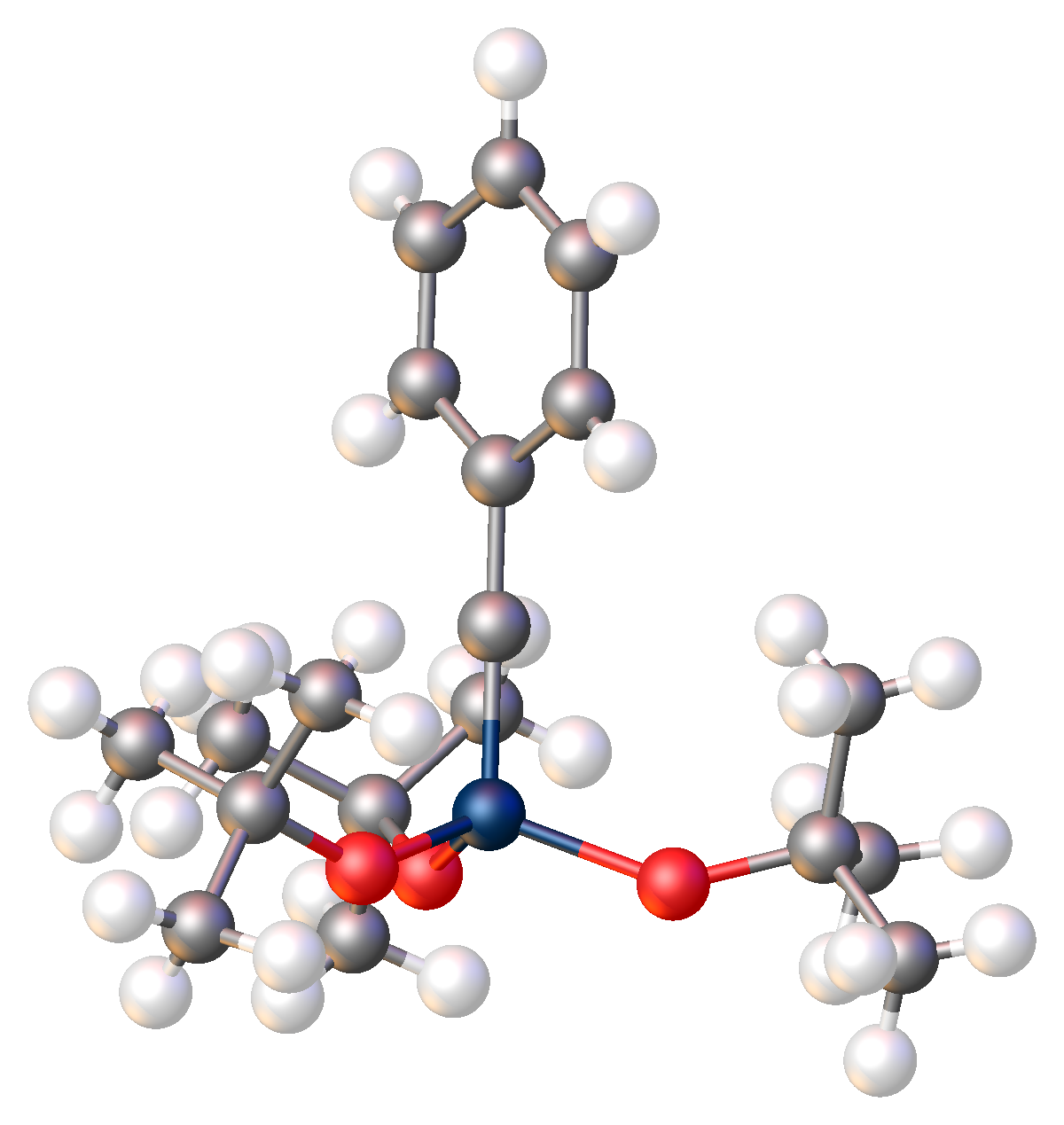
Struktura PhCW(OBu-t)_{3}

Monomerní komplexy kovů a karbynů mají téměř lineární spojení M–C–R. Délky vazeb kov–uhlík jsou kratší než u odpovídajících karbenů. Vazebné úhly bývají mezi 170° a 180°.
Podobně jako Fischerovy a Schrockovy karbeny jsou také známy jak Fischerovy, tak i Schrockovy karbyny. Fischerovy karbyny obsahují kovy v nižších oxidačních číslech a ligandy jsou π-akceptory nebo skupiny odtahující elektrony. U Schrockových karbynů se objevují kovy ve vyšších oxidačních číslech a ligandy, které jsou aniontové, nebo dodávají elektrony. Ve Fischerových karbynech má karbynový uhlík elektrofilní vlastnosti, zatímco u Schrockových karbynů je nukleofilní.
Komplexy karbynů lze zkoumat například infračervenou nebo Ramanovou spektroskopií, které mohou poskytnout údaje o délkách vazeb, vazebných úhlech a struktuře.
Komplexy karbynů mívají silné trans efekty, kdy je ligand naproti karbynu často nestálý.

## Reakce a použití
Hexa(terc-butoxy)diwolframitý komplex, používaný jako katalyzátor metatezí alkynů, má ve svém katalytickém cyklu karbynový meziprodukt.
Některé komplexy karbynů reagují s elektrofily na karbynových uhlících, s následným navázáním aniontu, čímž vznikají karbenové komplexy:
LnM≡CR + HX → Ln(X)M=CHR
Tyto komplexy mohou následně vstupovat do fotochemických reakcí.
U některých komplexů karbynů byly pozorovány párovací reakce ligandů s karbonylovými sloučeninami protonací karbynového uhlíku a přeměnou karbynového ligandu na π-allyl.

## Analogy u prvků hlavní skupiny
Jsou známy sirné analogy karbynových komplexů, jako například trifluor(2,2,2-trifluorethylidyn)-λ6-sulfuran, F3C–C≡SF3, připravovaný dehydrofluorací F3C–CH=SF4 nebo F3C–CH2–SF5; jedná se o nestálý plyn, jenž se za teplot nad –50 °C dimerizuje na trans-(CF3)(SF3)C=C(CF3)(SF3).